# Erika Amstutz
Erika Amstutz (n. 1938) es una botánica, y pteridóloga alemana que descubrió y catalogó varias especies vegetales de Isoetaceae. Fue profesora en Breslau.

## Algunas publicaciones
- 1957. Stylites, A New Genus of Isoetaceae. Ann. of the Missouri Bot. Garden 44: 121-123 en línea

- La abreviatura «Amstutz» se emplea para indicar a Erika Amstutz como autoridad en la descripción y clasificación científica de los vegetales.[1]